# Діофант Александрійський

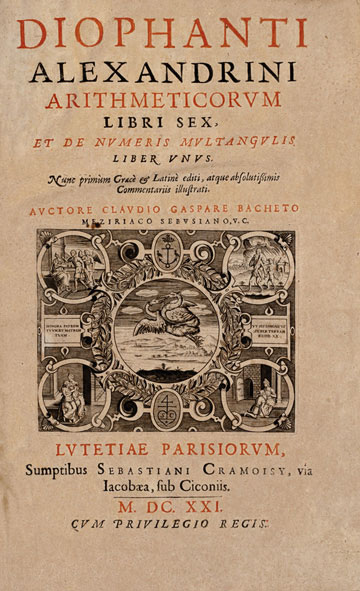
Латинський переклад Арифметики (1621)

Діофант Александрійський (дав.-гр. Διόφαντος ὁ Ἀλεξανδρεύς; лат. Diophantus) (між 200 та 214 — між 284 та 298) — давньогрецький математик, жив в III столітті в Александрії.

## Біографічні відомості
Діофант Александрійський — найвідоміший алгебраїст грецького походження один з головних творців періоду відродження математичної науки між другою половиною III ст. н. е. та першою половиною IV.
Діофант працював в Александрії,  місті, що в ті часи ще залишалось міжнародним центром математичних студій. Розквіт діяльності Діофанта припадав, імовірно, на період бл. 250 р. Про нього писав Теон Александрійський  (бл. 350 р.). Найвідомішою працею Діофанта є «Арифметика».

## «Арифметика» Діофанта
З 13 книг, що складали його працю, до нас дійшли лише 6, але у 1972 р. в Ірані був знайдений арабський переклад іще чотирьох книг. Потрібно також правильно розуміти назву твору: термін «арифметика» в ті часи мав інше значення, ніж зараз. Він позначав не числовий рахунок, а теорію чисел. Арифметика мала дуже небагато спільного з системою рахунку, що складала дисципліну саму по собі, «логістику».  Аналогічну різницю маємо між episteme «наука (знання)» та techne «техніка», яка частково пояснює відсталість систем обчислення, що використовувались ще у Давній Греції, де так і не дійшли до розробки позиційної нумерації.

## Інші твори Діофанта
Трактат Діофанта Про багатокутні числа (Περὶ πολυγώνων ἀριθμῶν) зберігся частково.
З творів Діофанта Про вимірювання поверхонь (ἐπιπεδομετρικά) та Про множення (Περὶ πολλαπλασιασμοῦ) також збереглися лише уривки.

## Значення праці Діофанта та його вплив на математичну науку
Діофанта часто згадують в історії математики, як найвидатнішого алгебраїста грецького походження, або навіть як батька алгебри. В дійсності вже багато століть тому греки розробили алгебру (щось схоже з сучасним буквеним обчисленням, ante litteram (походження терміна «алгебра» від Al-jabr wa'l muqabalah, від неточного визначення з твору арабського математика Мохаммеда ібн-Муси аль-Хорезмі). Грецька алгебра різко відрізняється від теперішньої сприйняттям величин як геометричних сутностей, підпорядкованих законам і теоремам геометрії.  У цій «геометричній» алгебрі окремі поняття інтерпретуються як відрізки, добутки двох величин — як площі, та трьох величин — як об'єми. До прикладу, тотожність (a+b)2=a2+2ab+b2 означала рівність між площинами. Побудувавши квадрат з відрізка a + b, представлений зовнішнім квадратом, легко виявити поняття a2 як площі більшого з двох внутрішніх квадратів, поняття b2 — як площі меншого квадрата і поняття 2ab — як суму площ двох прямокутників зі сторонами a та b і перевірити таким чином справедливість рівності.
Проте, є й недолік в цьому підході — неможливість додавання, віднімання або порівняння понять, які є просторово неоднорідними, та неможливість використання ступенів, які є вищими за третій. Урахувавши цей аспект, алгебра Діофанта є новаторською для історії грецької математики. Тому що у ній менше посилань на геометричні засади. З Діофантом грецька алгебра, звільнена від пут геометрії, знаходить нові та важливі числові значення, вищі третього ступеня, які потім будуть використовуватися згодом в середньовічній алгебрі.
«Арифметика» — не органічне викладення у суто дидактичній формі аргументів. У Діофанта підхід до алгебри фундаментально вавилонський, а здатність до узагальнення — грецька.  Він здебільшого цікавився пошуком точних рішень у сфері раціональних чисел, неточних рівнянь. Завдяки цьому математику і досі називаються діофантовими рівняння, які мають цілі коефіцієнти та для яких шукають цілі рішення.  А цей підхід називають «діофантів аналіз» . А в XVII ст. П'єр Ферма (1601—1665) зміг сформулювати широковідому теорему, згідно з якою n — ціле число, більше 2, не існує натуральних чисел a, b, c, для яких an+bn=cn, намагаючись узагальнити проблему поділу на два квадрати даного квадрата, яка містилася у другій книзі «Арифметики» Діофанта.